# Tom Goodman-Hill

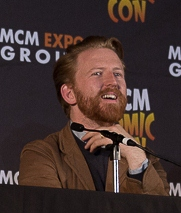
Tom Goodman-Hill

Tom Goodman-Hill (* 21. Mai 1968 als Tom Hill in Enfield, London) ist ein  britischer Schauspieler. Er hatte eine Hauptrolle in der Serie Humans und war in den Filmen Everest und The Imitation Game zu sehen.

## Leben
Goodman-Hill wuchs in Newcastle upon Tyne auf. Bevor er Schauspieler wurde, wurde er zum Lehrer ausgebildet. Er studierte an der University of Warwick Drama und Englisch und arbeitete ein Jahr lang als Vertretungslehrer.
1994 war er zum ersten Mal im Fernsehen zu sehen, als Polizist in dem Fernsehfilm Licence to Live. Sein Leinwanddebüt hatte er 1996 in dem Filmdrama In Love and War von Richard Attenborough. Seitdem spielte er in diversen Serien und Filmen, unter anderem auch in Die Liga der außergewöhnlichen Gentlemen.
Tom Goodman-Hill war bis 2010 mit der Setdesignerin Kerry Bradley verheiratet, aus dieser Ehe stammen zwei Kinder. Seit 2015 ist er mit Jessica Raine verheiratet.

## Filmografie (Auswahl)
- 1996: In Love and War
- 2001: Die Liebe der Charlotte Gray (Charlotte Gray)
- 2001: Die vergessene Welt (The Lost World, Fernsehfilm)
- 2002: The Office (Fernsehserie)
- 2003: Die Liga der außergewöhnlichen Gentlemen (The League of Extraordinary Gentlemen)
- 2008: Doctor Who (Fernsehserie)
- 2011: Black Mirror (Fernsehserie, Folge 1x01)
- 2014: The Imitation Game – Ein streng geheimes Leben (The Imitation Game)
- 2015: Everest
- 2015: Residue (dreiteilige Serie)
- 2015–2018: Humans (Fernsehserie, 24 Folgen)
- 2013–2016: Mr Selfridge (Fernsehserie)
- 2020: Rebecca
- 2020: Soulmates (Fernsehserie, 1 Folge)
- 2020: Silent Witness (Fernsehserie, 2 Folgen)
- 2024: Baby Reindeer (Netflix-Miniserie)

## Auszeichnungen
Für die Rolle des Sir Lancelot in der Londoner Inszenierung des Musicals Monty Python’s Spamalot war er im Jahre 2007 für den Laurence Olivier Award nominiert.